# Matemática recreativa
Matemática recreativa é uma forma de matemática desenvolvida através da recreação ao invés de uma pesquisa estrita, ou aplicações em atividades profissionais e mesmo por exigência da educação formal de estudantes. Ainda que não necessariamente limitada à uma atividade de amadores, muitos tópicos nesse campo exigem nenhum conhecimento de matemática avançada. A matemática recreativa envolve jogos matemáticos e quebra-cabeças, frequentemente buscando sensibilizar crianças e adultos sem formação na área, inspirando maior interesse na matemática.
Ao se falar de Matemática já se pensa em fórmulas e suas complexidades, porém, a Matemática recreativa traz um outro olhar, pois, Olandino da Costa, destacou em seu artigo publicado em 2014, que os jogos matemáticos são extremamente importantes para desenvolver o raciocínio lógico, formas de organização do pensamento, auxiliam na busca de soluções para problemas matemáticos e não matemáticos.
Quando se fala de jogo de tabuleiro, já é passível de entendimento que esse jogo precisa de diversas estratégias para conseguir o objetivo que no caso a vitória, quando se fala na Matemática, jogos assim com esse caráter auxilia no desenvolvimento da concentração, ação essa que permite o aluno se atentar com a proposta da atividade, visualizações está ação busca a desenvolver ao aluno a capacidade de analisar todo o processo em que está envolvido, para assim se for possível avançar etapas, pensar antes de agir, neste caso é revisitar a resposta antes de dar como resultado final, ou seja, fazer as conferencia dos cálculos para diminuir a chance de erro e por fim o pesar que é deixar claro ao aluno que existe outras formas se chegar ao resultado em sua grande maioria das vezes, pois, a estrutura de pensamento de cada um é única, fazendo com que a maneiras de calcular alguma coisa, será de forma particular do individuo. 
Apesar de carecer de uma definição rigorosa, a matemática recreativa possui uma longa história, já aparecendo no livro De Viribus Quantitatis, de Luca Pacioli, as primeiras menções à jogos matemáticos, apresentando, além disso, uma coleção de curiosidades matemáticas. Entretanto, o primeiro livro dedicado inteiramente à recreação matemática aparecerá apenas em 1624, Problèmes plaisants et délectables,  escrito pelo matemático francês Bachet de Méziriac. A primeira menção explícita à uma 'recreação matemática' é encontrada no livro Récréations mathématiques, de Jacques Ozanam, publicado em 1694 e reeditado diversas vezes.

## Alguns tópicos relacionados a matemática recreativa
- O Sudoku
- O quadrado mágico
- O cubo de Rubik
- Os fractais
- O Tangram
- O origami
- A análise de números como o 142857
- O jogo do osso
- As poliformas
- As palavras cruzadas